# Super Sidekicks 3: The Next Glory
Super Sidekicks 3: la prochaine gloire (Tokuten-ō 3: Eikoue no Michi en Japonais, Super Sidekicks 3:The Next Glory, en anglais) est un jeu vidéo de football développé et édité par SNK en 1995 sur Neo-Geo MVS, Neo-Geo AES et sur Neo-Geo CD (NGM 081),,.

## Portage
- PlayStation 2 (2008, SNK Arcade Classics Vol.1)
- PlayStation Portable (2008, SNK Arcade Classics Vol.1)
- Wii (2008, SNK Arcade Classics Vol.1)

## Série
1. Super Sidekicks (1994)
2. Super Sidekicks 2: The World Championship (1994)
3. Super Sidekicks 3: The Next Glory (1995)
4. The Ultimate 11: SNK Football Championship (1996)
5. Neo Geo Cup '98: The Road to the Victory (1998)